# Volkswagen Samba

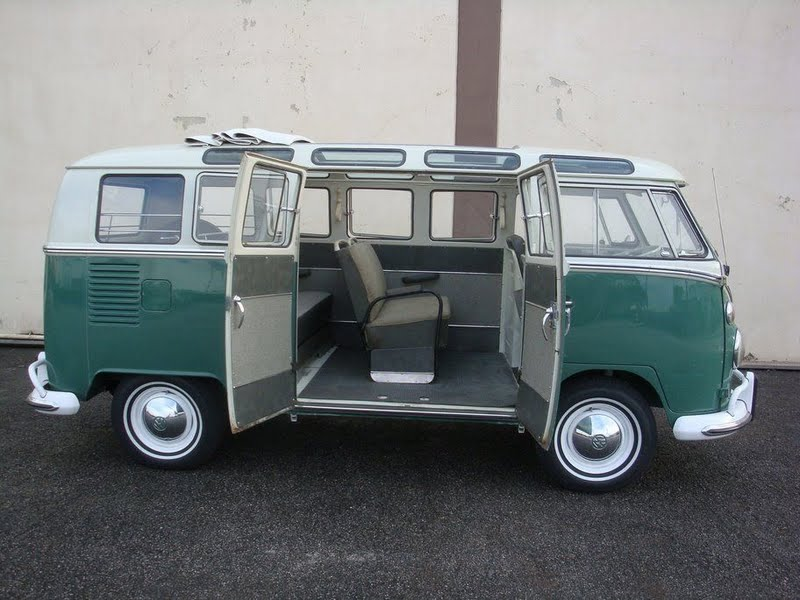
Een Volkswagen Typ 2 T1 in Samba-uitvoering

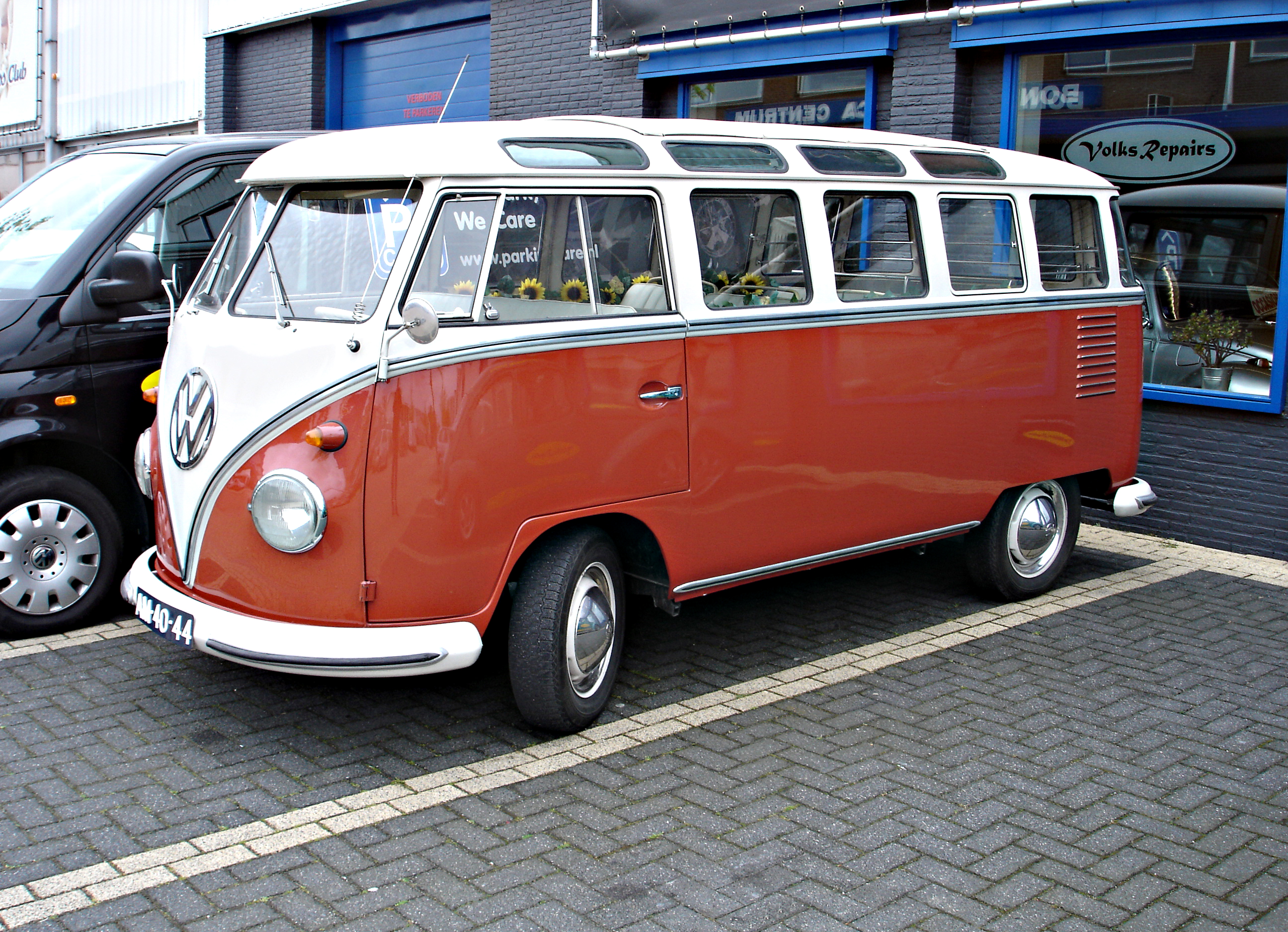
Een rode Volkswagen Samba

De Volkswagen Samba, in de Verenigde Staten bekend als Sunroof deluxe, was de meest luxe uitvoering van de Volkswagen Typ 2 T1 (Transporter). De Samba werd vanaf 1951 in productie genomen als type 24.
Slechts enkele Samba’s werden als type 24 zonder panoramaramen en zonnedak geleverd, dit was als optie  mogelijk. 
Oorspronkelijk werden Volkswagenbusjes ingedeeld volgens het aantal ramen dat ze hadden. Het model waar het hier om gaat had 23 ramen. Om onderscheid te maken tussen de gewone 23-ramer en de luxe uitvoering werd de naam Samba bedacht.
De Samba had aan de zijkant in plaats van een schuifdeur twee draaiportieren. Daarnaast hadden de Samba's een stoffen zonnedak dat open geschoven kon worden en in de zijkanten van het dak zaten panoramaramen. Volkswagen maakte destijds reclame door voor te stellen dat de Samba gebruikt kon worden voor toeristische tochten door de Alpen. De Samba's werden in de jaren zestig populair als hippiebus.
De Samba werd standaard in twee kleuren gespoten. Meestal was het bovenste deel wit en het onderste deel gekleurd. De gekleurde delen werden gescheiden door een sierstrip. Verder had de bus een zogenaamde "pet". Dit betekent dat het dak een stukje doorliep voorbij de voorruit. De ramen hadden verchroomde lijsten en de wagen had een uitgebreider dashboard dan de gewone T1.
Het idee van de Samba werd losgelaten toen Volkswagen de opvolger, de T2, in productie nam.